# Beck Peak
Der Beck Peak ist ein 2650 m hoher Berg in der antarktischen Ross Dependency. Er ragt an der Ostflanke des Amundsen-Gletschers 3 km nordwestlich des Mount Stubberud aus einem Gebirgskamm auf, der vom nördlichen Nilsen-Plateau im Königin-Maud-Gebirge ausgeht.
Kartiert wurde der Berg anhand von Fotografien, die bei der ersten Antarktisexpedition (1928–1930) des US-amerikanischen Polarforschers Richard Evelyn Byrd entstanden. Der United States Geological Survey präzisierte diese Kartierung anhand eigener Vermessungen und Luftaufnahmen der United States Navy aus den Jahren von 1960 bis 1964. Das Advisory Committee on Antarctic Names benannte den Berg 1967 nach Andreas Beck (1864–1914), Eislotse bei der Südpolexpedition (1910–1912) des norwegischen Polarforschers Roald Amundsen. Das Komitee nahm damit Bezug auf den von Amundsen benannten, jedoch nicht zuordenbaren Berg Mount A. Beck.